# Charidotis
Charidotis is een geslacht van kevers uit de familie bladkevers (Chrysomelidae).
De wetenschappelijke naam van het geslacht werd in 1854 gepubliceerd door Carl Henrik Boheman.

## Soorten
- Charidotis diabolica Swietojanska & Borowiec, 2000
- Charidotis gemellata Boheman, 1855
- Charidotis miniata Boheman, 1855
- Charidotis terenosensis Buzzi, 2002
- Charidotis trifasciata Buzzi, 1999
- Charidotis tuberculata Swietojanska & Borowiec, 2000